# Смирнов, Глеб Борисович
Глеб Борисович Смирнов (2 сентября 1908, Киев — 6 мая 1981) — русский советский живописец и график, мастер московского соцреализма, педагог и мемуарист; сын и ученик Бориса Смирнова, отец Алексея Смирнова фон Рауха. Заслуженный деятель искусств РСФСР.

## Биография
Первые уроки живописи получил у отца-художника Б. В. Смирнова. Затем учился у Ф. И. Рерберга.
В 1924 году перешел в студию Д. Н. Кардовского. В 1926 году поступил во ВХУТЕМАСе, затем — Высший художественно-технический институт, который окончил в 1930 году. Ученик И. И. Машкова, А. А. Осмëркина. После окончания ВХУТЕИНа, получил направление на должность преподавателя в этот же институт.
Профессор. Преподавал рисунок и живопись в московских вузах, доцент кафедры рисунка и живописи Московского архитектурного института, заведующий кафедрой, заведующий кафедрой МШИ им. В. И. Ленина, Московского государственного заочного педагогического института, декан факультета живописи Государственного академического художественного института им. В. Сурикова в Москве.
Похоронен в Москве на Бабушкинском кладбище (уч. 11).

## Творчество
Член Союза художников СССР.
Участник художественных выставок с 1934 года.

## Избранные работы
- Семидесятник (1936)
- Вершина взята (1937)
- Река Волхов (1940)
- Городские пейзажи (1977—1978)

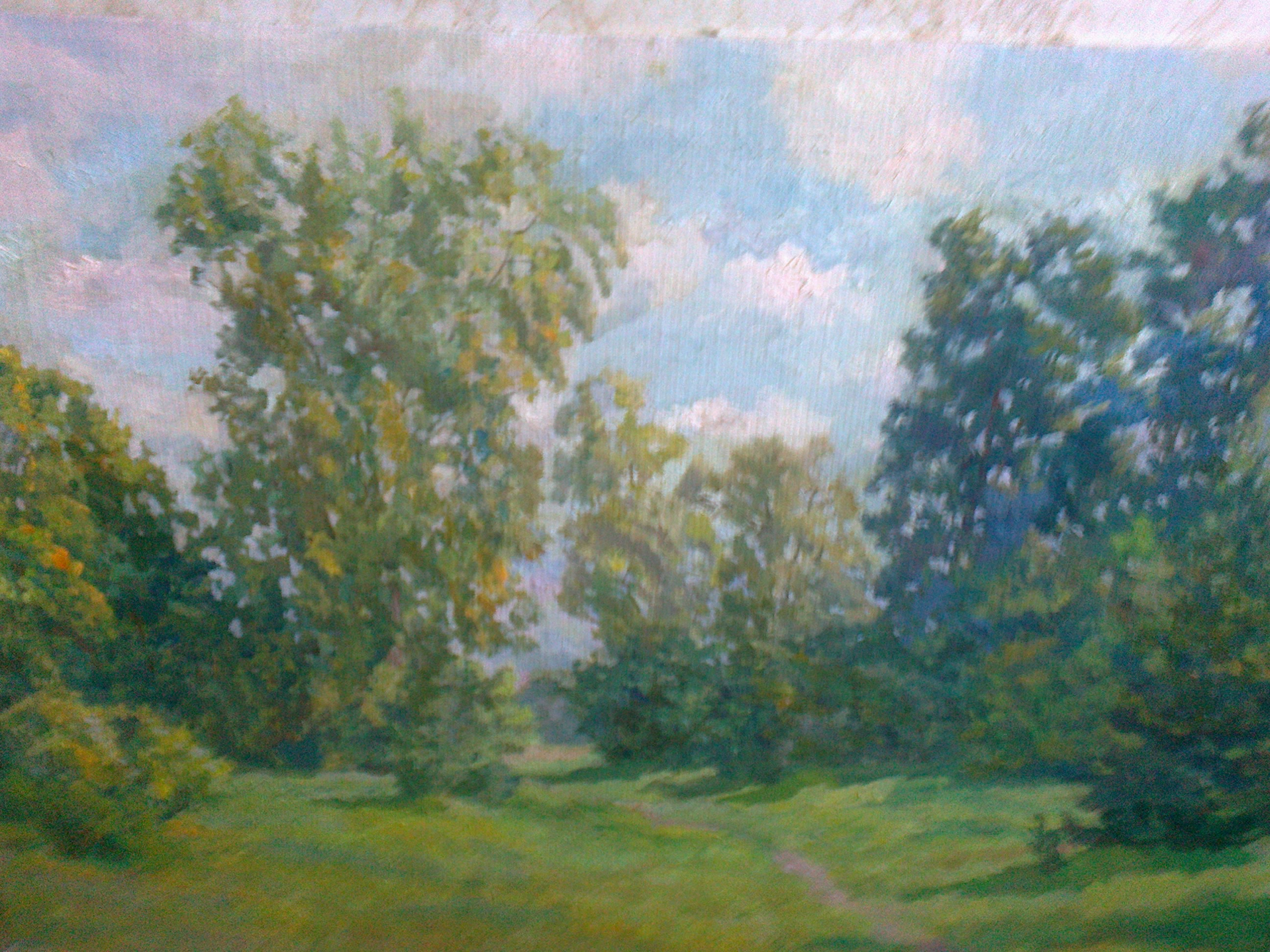
Глеб Борисович Смирнов. Березки. Картина маслом на холсте. Стиль реализм. Советский период.

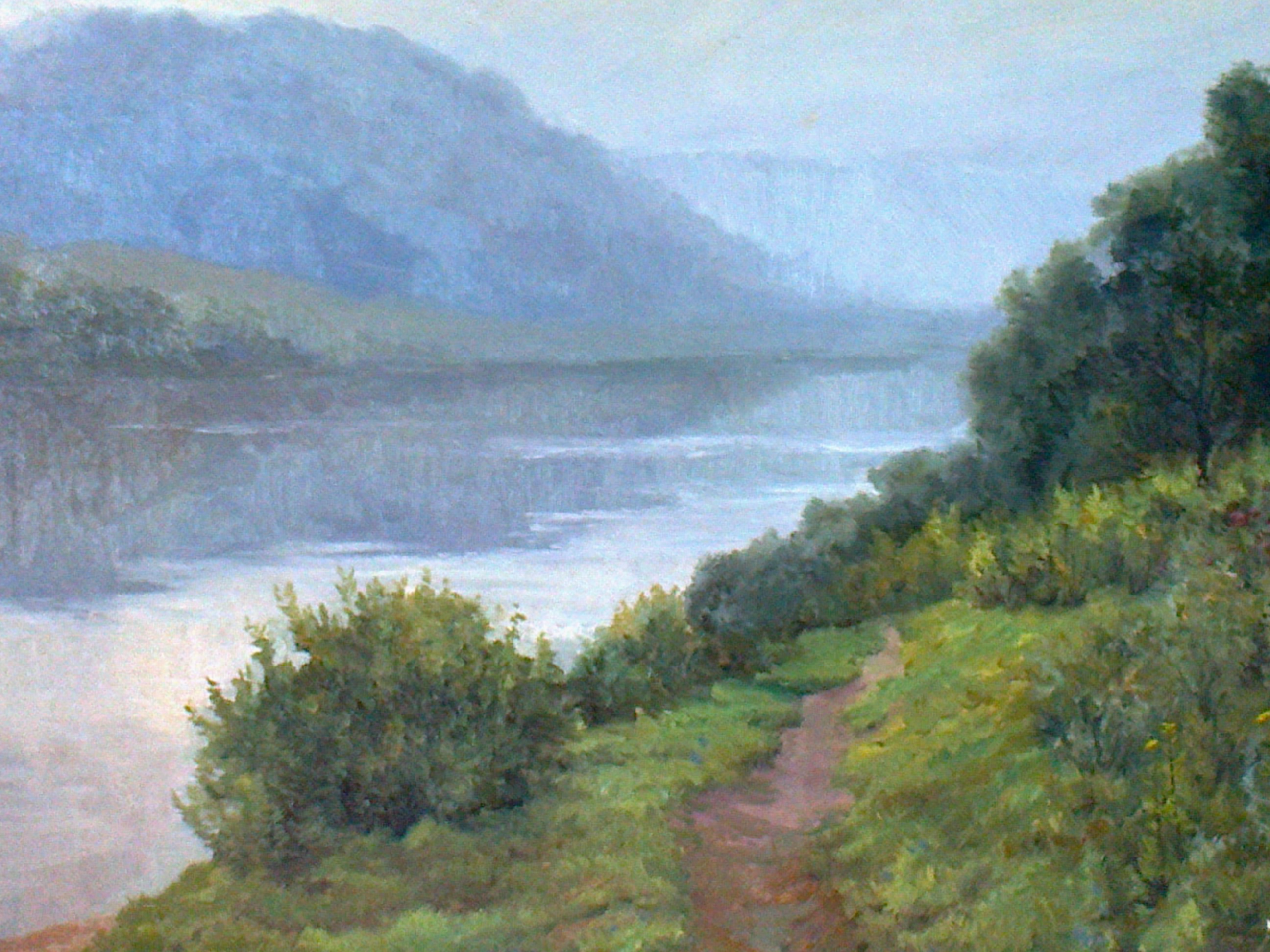
Глеб Борисович Смирнов. Туман над рекой. Картина маслом на холсте. Стиль реализм. Советский период.

- Портреты младших современников: А. А. Бордова, В. А. Вербицкого, М. И. Курилко, Г. С. Титова (1960—1970)
- портрет героя Шипки К. В. Хрупкого
- серия пейзажей по тургеневским, пушкинским и лермонтовским местам (1955—1960)
- серия пейзажей по некрасовским местам (1974)
- серия пейзажей Армении
- рисунки 1930—1950-х г.

Картины Г. Смирнова в настоящее время находятся в коллекциях художественных музеев Москвы, включая фонд графики Третьяковской Галереи, Петербурга, Донецка, Брянска, Днепропетровска, Тулы и других городах, музеях-заповедниках и литературных музеях классиков русской литературы.
Автор ряда книг по методике преподавания изобразительного искусства, в частности, «Рисование с натуры», «Практическое применение перспективы в станковой картине» и «Учебный рисунок» (в соавторстве), статей о живописи, учебно-методических работ, рецензий на учебные программы по изобразительному искусству.
Написал мемуары «Мои воспоминания о художниках» (1927—1940), воспоминания о Д. Н. Кардовском, Е. М. Чепцове, Юоне, о времени учёбы во Вхутемасе, о художественной жизни г. Москвы 1920-х годов.